# Li Baohua
Li Baohua (李葆华S; Contea di Laoting, 2 ottobre 1909 – Pechino, 19 febbraio 2005) è stato un politico e funzionario cinese.
Era il figlio maggiore di Li Dazhao, cofondatore del Partito Comunista Cinese nel 1921 insieme a Chen Duxiu.

## Biografia
Li Baohua nacque nella contea di Laoting nel 1909. Dopo la morte di Li Dazhao, il Partito Comunista Cinese riuscì a inviare suo figlio in Giappone per ricevere l'istruzione universitaria. Al suo ritorno in Cina, Li Baohua partecipò alla guerra civile. Durante la seconda guerra sino-giapponese fu membro e segretario del Comitato centrale di Shanxi-Chahar-Hebei del Partito Comunista, una base di resistenza antigiapponese.
Nel 1949, anno della fondazione della Repubblica Popolare Cinese, fu nominato vicesegretario della Commissione centrale per l'ispezione disciplinare, carica che mantenne fino al 1955. Li fu segretario del Partito Comunista della provincia di Anhui dal 1962 al 1971 e nel 1973 venne eletto al Comitato centrale del X Congresso nazionale del Partito Comunista Cinese. Fu governatore della Banca Popolare Cinese dal 1978 al 1982 e presidente del Comitato centrale del Partito Comunista Cinese della provincia di Guizhou dal 1977 al 1979.
Morì a Pechino nel 2005.